# Маланич Микола Миколайович
Микола Микола́йович Мала́нич (* 1976) — старший сержант Збройних сил України, учасник російсько-української війни.

## З життєпису
У липні 2014-го записався добровольцем по тому, як до війська пішов його брат-близнюк Петро. Брав участь у боях за Щастя в складі 80-ї бригади, обороняв Луганську ТЕС. Одночасно з бойовими діями судився із начальством — пройшов медкомісію і збирався в зону бойових дій, його звільнили. Представники Держлісгоспу заявили, що він не в лавах ЗСУ, а прогулюється собі Львовом. Доки Микола воював, його звільнили двічі.
З дружиною виховали трьох доньок.
Третій брат-близнюк Іван також воював під Луганськом.

## Нагороди
За особисту мужність, сумлінне та бездоганне служіння Українському народові, зразкове виконання військового обов'язку відзначений — нагороджений
- орденом «За мужність» III ступеня (3.11.2015).